# Trichohippopsis rufula
Trichohippopsis rufula är en skalbaggsart som beskrevs av Stefan von Breuning 1958. Trichohippopsis rufula ingår i släktet Trichohippopsis och familjen långhorningar. Inga underarter finns listade i Catalogue of Life.